# Vasco Núñez de Balboa
För andra betydelser, se Balboa.

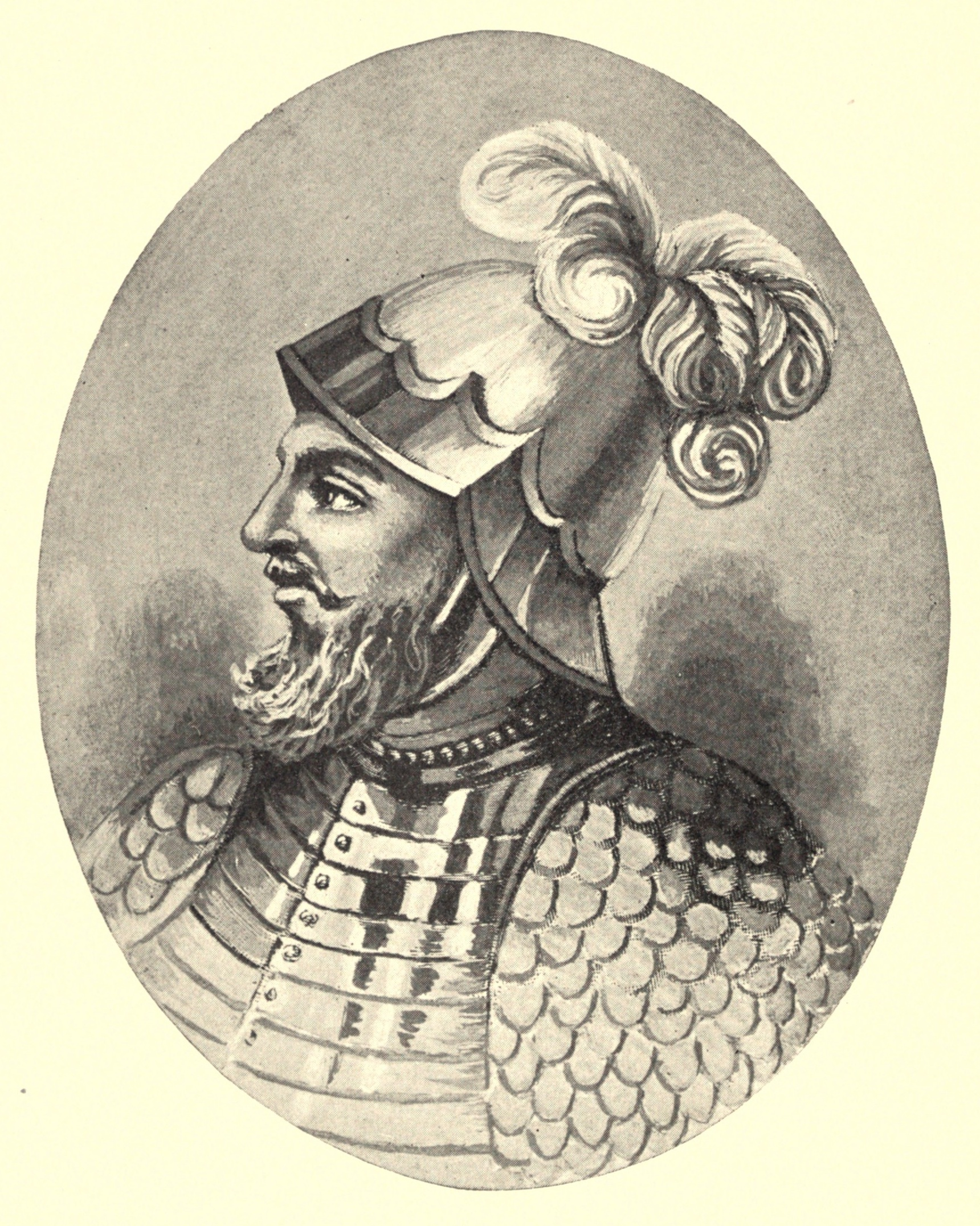
Vasco Núñez de Balboa

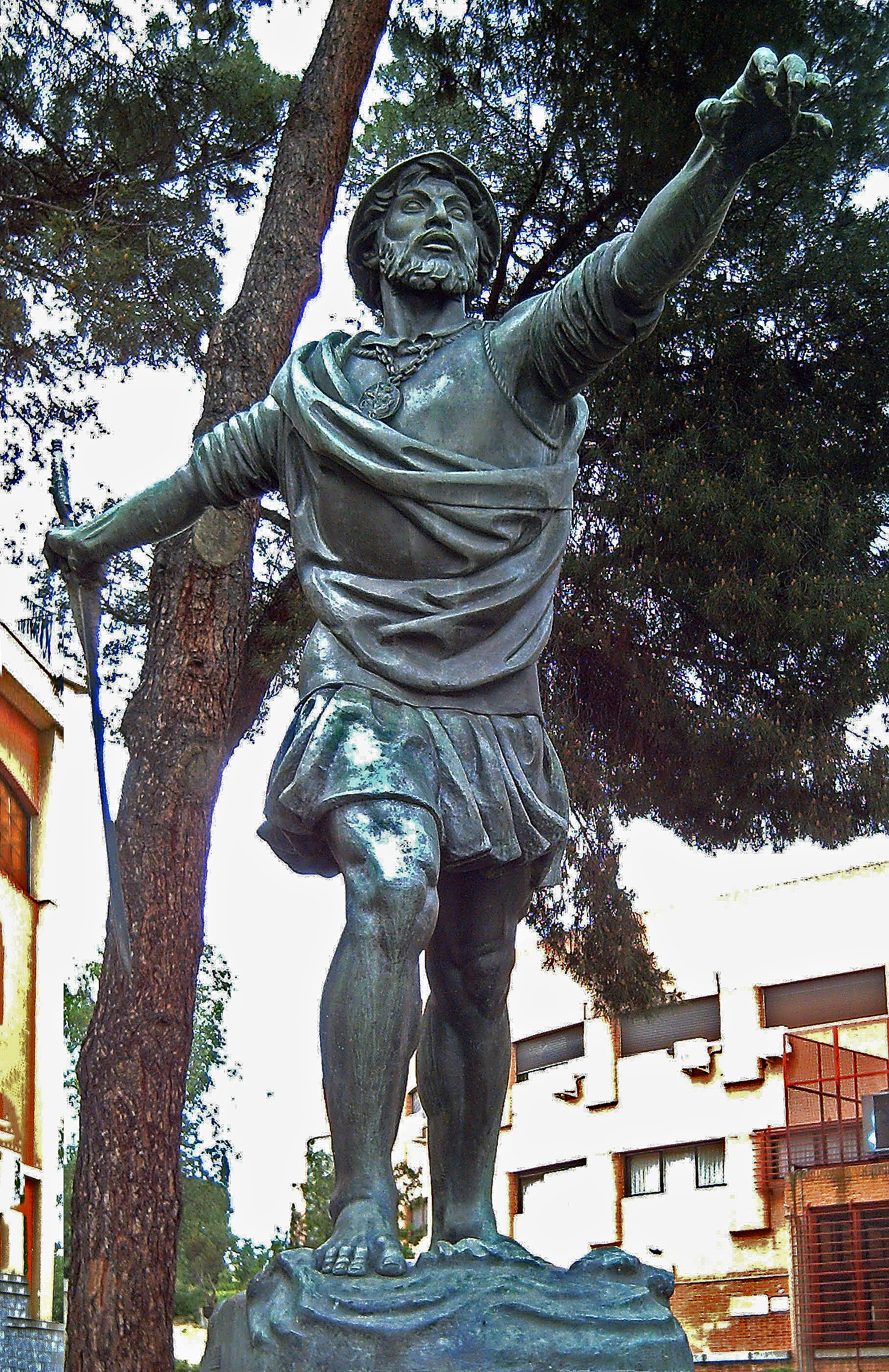
Vasco Núñez de Balboa

Vasco Núñes de Balboa, född 1475 i Jerez de los Caballeros i Extremadura, död 15 januari 1519 i Acla i Darién i Panama, var en spansk upptäcktsresande, guvernör och conquistador.
Han reste till Nya världen år 1500, och efter några upptäcktsresor upprättade han en bosättning på ön Hispaniola. Han grundade bosättningen Santa María la Antigua del Darién i nuvarande Panama 1510, vilket var den första permanenta europeiska bosättningen på den amerikanska dubbelkontinenten (en bosättning grundad av Alonso de Ojeda vid San Sebastián de Urabá föregående år hade redan övergivits).
Under ett av sina strövtåg på Panamanäset fick han höra talas om ett guldland vid ett hav i sydlig riktning. 1 september 1513 gav han sig iväg på en upptäcktfärd till detta hav, och nådde efter stora vedermödor 25 september 1513 Stilla havet. "Söderhavet", som han kallade det, togs i besittning för Spaniens räkning. Ståthållare över det nya området blev dock ej Balboa, utan Pedrarias de Avila, som lät anklaga honom för förräderi och avrätta honom.

## Början på karriären
Nuñes var ättling till en adelsfamilj på slottet Balboa, nära Villafranca, i nuvarande provinsen León. Man tror att hans far var adelsmannen Nuño Arias de Balboa, men beträffande vem som var hans mor är uppgifterna osäkra (det kan ha varit en kvinna från La Antigua, från vilken dalgång även don Nuño Arias de Balboa verkar ha kommit, eller kanske en dam från Extremadura vars övriga uppgifter är okända). Inte heller känner man till något med säkerhet om hans barndom. Under sin tonårstid tjänade han som page och väpnare till Pedro de Portocarrero, adelsman från Moguer. 1500, uppmuntrad av nyheterna om Cristoffer Columbus resor till Nya världen, beslöt han sig för att anträda sin första resa till Amerika på en expedition anförd av Rodrigo de Bastidas. 1501 gick den längs Karibiens kuster från öster om Panama, över Urabaviken, till kap Vela, som hör till nuvarande Colombia. Med de förtjänster som resan gav, återvände han till Spanien 1502, där han köpte en egendom, och bodde där flera år och ägnade sig åt jordbruk. Men han hade ingen lycka med detta, och började skuldsätta sig, och fanns sig slutligen tvingad att överge egendomen.
1508 gav sig Ferdinand II av Aragonien in i kampen om att erövra Tierra Firme. Han skapade två nya territorier i området mellan Cabo de la Vela (nuvarande Colombia) och Cabo Gracias a Dios (nuvarande gräns mellan Honduras och Nicaragua). Urabáviken blev gränsen mellan de två territorierna: Nya Andalusien i öster, styrt av Alonso de Ojeda, och Veragua i väster, styrt av Diego de Nicuesa.
1509 ville Núnez de Balboa göra sig fri från sina fordringsägare i Santo Domingo och gick ombord som fripassagerare (inuti en tunna och tillsammans med sin hund Leoncico) på en expedition under ledning av alcalde mayor i Nya Andalusien Martín Fernández de Enciso som åkte iväg för att hjälpa guvernören Alonso de Ojeda, som var hans överlydande. Ojeda hade tillsammans med sjuttio män grundat bosättningen San Sebastián de Urabá i Nya Andalusien. Men nära bosättningen fanns många krigiska infödda som använde förgiftade vapen, och Ojeda hade blivit skadad i ett ben. Kort därefter återvände Ojeda med båt till Hispaniola, och lämnade förläggningen i händerna på Francisco Pizarro, som då inte var mer än en modig soldat som väntade på ankomsten av Encisos expedition. Ojeda bad Pizarro att han skulle stanna kvar i femtio dagar med några få man, och om inte hjälp anlände inom denna tid, med alla medel försöka ta sig tillbaka till Hispaniola.
Innan expeditionen anlände till San Sebastián de Urabá upptäckte Fernández de Enciso fripassageraren Núñez de Balboa ombord på båten och hotade med att lämna honom på första öde ö man kom till. Men Martín Fernández övertygades om nyttan man kunde ha av Núñez de Balboas kunskaper om området, som han hade utforskat åtta år tidigare. Detta tillsammans med besättningens önskan att Núñez inte skulle lämnas kvar, gjorde att han benådades och tilläts stanna kvar ombord. Fernández och Balbao kom sedan båda överens om att avsätta Nicuesa från hans styre av Veragua.

## Grundandet av Santa María la Antigua del Darién
Efter att femtio dagar hade gått, började Pizarro förberedelser för återresan till Hispaniola, när Encisos skepp anlände. Balboa hade blivit populär bland besättningen tack vare sin karisma och hans kunskap om trakten. Fernández de Enciso var i motsats till detta inte så omtyckt av besättningen. Många ogillade hans order att återvända till San Sebastián, särskilt efter att de hade upptäckt att bosättningen hade blivit helt förstörd och att infödingarna redan väntade på dem, vilket ledde till en serie våldsamma attacker.
På grund av områdets osäkerhet, föreslog Núñez de Balboa att bosättningen San Sebastián skulle flyttas hot Dariénregionen, väster om Urabábukten, där jorden var mer fertil och där infödingar borde som var mindre krigslystna. Fernández de Enciso tog till sig förslaget. Senare flyttade styrkan sig till Darién, där cacique Cémaco väntade på dem, tillsammans med 500 krigare redo för strid. Spanjorerna, som fruktade det stora antalet krigare, bad till Virgen de la Antigua, som dyrkades i Sevilla, och lovade att om striden blev segerrik skulle de ge helgonets namn till en by i området. Striden blev bitter, men genom tursamma omständigheter segrade spanjorerna till slut.
Cémaco, som var chef för området, övergav byn tillsammans med sin styrka och begav sig in i djungeln. Spanjorerna beslöt sig då för att plundra husen och samlade ett stort krigsbyte bestående av guldsmycken. Men Núñez de Balboa höll vad han hade lovat i bönen och grundade i september 1510 den första permanenta bosättningen på den amerikanska kontinenten, Santa María la Antigua del Darién.
Den här artikeln är helt eller delvis baserad på material från spanskspråkiga Wikipedia, Vasco Núñez de Balboa, 26 september 2011.